# Бартничка (гміна)
Гміна Бартнічка (пол. Gmina Bartniczka) — сільська гміна у північній Польщі. Належить до Бродницького повіту Куявсько-Поморського воєводства.
Станом на 31 грудня 2011 у гміні проживало 4714 осіб.

## Площа
Згідно з даними за 2007 рік площа гміни становила 83.35 км², у тому числі:
- орні землі: 74.00%
- ліси: 16.00%

Таким чином, площа гміни становить 8.02% площі повіту.

## Населення
Станом на 31 грудня 2011:
| Опис     | Загалом | Загалом | Чоловіки | Чоловіки | Жінки | Жінки |
| -------- | ------- | ------- | -------- | -------- | ----- | ----- |
| одиниця  | осіб    | %       | осіб     | %        | осіб  | %     |
| все      | 4714    | 100     | 2388     | 50.66    | 2326  | 49.34 |
| міське   | 0       | 100     | 0        |          | 0     |       |
| сільське | 4714    | 100     | 2388     | 50.66    | 2326  | 49.34 |

## Сусідні гміни
Гміна Бартнічка межує з такими гмінами: Бродниця, Бжозе, Ґужно, Лідзбарк, Сведзебня.